# حزب کمونیست‌های ایتالیا
حزب کمونیست‌های ایتالیا (به ایتالیایی: Partito dei Comunisti Italiani, PdCI) یک حزب کمونیست در ایتالیا بود که در اکتبر ۱۹۹۸ توسط انشعابیون حزب بازآفرینی کمونیست (PRC) تأسیس شد. این انشعاب توسط آرماندو کوسوتا، بنیانگذار و رهبر اولیۀ حزب بازآفرینی کمونیست رهبری شد، که با رهبری فائوستو برتینوتی و به‌ویژه تصمیم او برای دست برداشتن از حمایت از کابینۀ اول رومانو پرودی مخالفت کرد. در دسامبر ۲۰۱۴، این حزب به حزب کمونیست ایتالیا (PCd'I) تبدیل شد که آن حزب نیز بعداً به نسخۀ جدیدی از حزب کمونیست ایتالیا (PCI) تغییر یافت.

## تاریخچه

### بنیانگذاری و سال‌های اولیه
در اکتبر ۱۹۹۸، حزب بازآفرینی کمونیست بین دو جناح نقسیم شد؛ جناح اول به رهبری فائوستو برتینوتی، دبیر حزب خواهان دست برداشتن از حمایت از دولت اول رومانو پرودی بودند، و جناح دوم به رهبری آرماندو کوسوتا رئیس حزب می‌خواستند اتحاد را ادامه دهند. کمیتۀ مرکزی حزب خط برتینوتی را تأیید کرد، اما کوسوتا و پیروانش تصمیم گرفتند از پرودی حمایت کنند. آرای جناح کوسوتا کافی نبود و دولت رأی اعتماد پارلمان را به دست نیاورد. مخالفان که اکثریت نمایندگان و سناتورها را کنترل می‌کردند، منشعب شدند و یک گروه کمونیستی رقیب به نام «حزب کمونیست‌های ایتالیا» را تشکیل دادند که بلافاصله به کابینۀ اول ماسیمو دالما، رهبر حزب دموکرات‌های چپ و اولین پسا-کمونیست که سمت نخست‌وزیری ایتالیا را بر عهده گرفت، پیوست. در زمان دالما، اولیویِرو دیلیبرتو از حزب کمونیست‌های ایتالیا به عنوان وزیر دادگستری خدمت کرد.
علیرغم انشعاب اکثر نمایندگان پارلمانی حزب بازآفرینی کمونیست، این حزب هم در انتخابات پارلمان اروپا در سال ۱۹۹۹ (۴/۳ درصد نسبت به ۲ درصد) و هم در انتخابات سراسری ۲۰۰۱ (۵ درصد نسبت به ۱/۷ درصد) نسبت به حزب کمونیست‌های ایتالیا محبوبیت بیشتری نزد رأی‌دهندگان داشت.

### رهبری دیلیبرتو
دیلیبرتو، که در سال ۲۰۰۰ به عنوان دبیر انتخاب شده بود، حزب کمونیست‌های ایتالیا را رهبری کرد تا به مشارکت خود در ائتلاف چپ میانه (در آن زمان به نام «درخت زیتون» معروف بود) در انتخابات سراسری سال ۲۰۰۱ ادامه دهد. با این وجود این انتخابات با پیروزی ائتلاف راست میانۀ خانۀ آزادی‌های سیلویو برلوسکونی به پایان رسید. حزب کمونیست‌های ایتالیا ۱/۷ درصد آرا و تعداد انگشت‌شماری از نمایندگان و سناتورها را به دست آورد.
در انتخابات سراسری سال ۲۰۰۶، این حزب عضو ائتلاف اتحادیه بود که با به دست آوردن ۲/۴ درصد آرا و ۱۶ نماینده برندۀ انتخابات شد، در حالی که لیست انتخاباتی همراه با اتحادیه متشکل از حزب کمونیست‌های ایتالیا، فدراسیون سبزها و مصرف‌کنندگان متحد ۱۱ سناتور را به دست آورد. پس از آن، حزب کمونیست‌های ایتالیا وارد دولت دوم پرودی شد که تا ژانویۀ ۲۰۰۸ ادامه داشت.
در این بین، دیلیبرتو رهبر بلامنازع حزب شده بود و از سال ۲۰۰۵ درگیری بین او و کوسوتا بارها تکرار شد. در سال ۲۰۰۶، دومی از ریاست حزب استعفا داد و آنتونینو کوفارو جایگزین او شد. در سال ۲۰۰۷، کوسوتا به طور کلی حزب را ترک کرد.
برای انتخابات سراسری سال ۲۰۰۸، حزب کمونیست‌های ایتالیا فهرست مشترکی به نام چپ-رنگین‌کمان (SA) همراه با حزب بازآفرینی کمونیست، سبزها و چپ دموکراتیک تحت رهبری برتینوتی تشکیل داد. ائتلاف چپ-رنگین‌کمان  تنها ۳/۱ درصد (در مقایسه با ۱۰/۲ درصدی که دو سال قبل توسط احزاب تشکیل‌دهنده به صورت جداگانه کسب کرده بودند) به دست آورد و نتوانست هیچ کرسی‌ای به دست بیاورد. در سال ۲۰۰۸، دیلیبرتو دوباره به عنوان دبیر انتخاب شد و به حزب بازآفرینی کمونیست پیشنهاد داد که دو حزب مجدداً از طریق "مجمع مؤسسان کمونیستی" متحد شوند.

### خارج از پارلمان
در آستانه انتخابات پارلمان اروپا در سال ۲۰۰۹، حزب کمونیست‌های ایتالیا همراه با حزب بازآفرینی کمونیست و گروه‌های کوچک فهرست ضد سرمایه‌داری و کمونیست را تشکیل دادند. این لیست ۳/۴ درصد آرا را به خود اختصاص داد و هیچ نماینده‌ای در پارلمان اروپا نداشت. این فهرست در آوریل ۲۰۰۹ به فدراسیون چپ تبدیل شد، که تا پایان سال ۲۰۱۲ متفرق شد و در سال ۲۰۱۵ رسماً منحل شد. در انتخابات سراسری ۲۰۱۳، حزب کمونیست‌های ایتالیا در قالب ائتلاف انقلاب مدنی همراه با حزب بازآفرینی کمونیست، سبزها، ایتالیای ارزش‌ها و گروه‌های کوچک شرکت کرد و ۲/۲ درصد از آرا را به دست آورد اما نتوانست هیچ کرسی به دست بیاورد. حزب کمونیست‌های ایتالیا در انتخابات پارلمان اروپا در سال ۲۰۱۴ شرکت نکرد و حمایت زودهنگام خود از فهرست انتخاباتی اروپایی دیگر را پس گرفت.
قبل و بعد از انتخابات اروپا در سال ۲۰۰۹، حزب کمونیست‌های ایتالیا به ترتیب جناح راست و چپ خود را از دست داد. در فوریه، فراکسیون چپ را متحد کنید، به رهبری کاتیا بلیلو (وزیر سابق) و اومبرتو گیدونی (نمایندۀ فعلی پارلمان اروپا)، حزب را ترک کردند تا با فهرست چپ و آزادی در انتخابات شرکت کنند و در نهایت نیز در حزب آزادی اکولوژی چپ ادغام شدند. در ژوئن، مارکو ریتسو (دیگر نمایندۀ پارلمان اروپا و نفر شمارۀ دو پیشین دیلیبرتو) اخراج شد و بعداً حزبی تندرو به نام حزب کمونیست را تشکیل داد.
در ژوئیه ۲۰۱۳، دیلیبرتو پس از سیزده سال از سمت دبیری کنار رفت و چزاره پروکاچینی، یک کارگر فلزکار سابق ۶۵ ساله اهل مارکه جایگزین او شد.

### حزب کمونیست ایتالیا
در دسامبر 2014، حزب کمونیست‌های ایتالیا با اخذ نام حزب کمونیست قدیمی ایتالیا، به حزب کمونیست ایتالیا تبدیل شد.

## نشانه‌ها

۱۹۹۸-۱۹۹۹۱۹۹۸-۱۹۹۹
۱۹۹۹–۲۰۰۱۱۹۹۹–۲۰۰۱
۲۰۰۱–۲۰۰۶۲۰۰۱–۲۰۰۶
۲۰۰۶-۲۰۱۴۲۰۰۶-۲۰۱۴

## رهبری
- دبیر: آرماندو کوسوتا (۱۹۹۸-۲۰۰۰)، اولیویرو دیلیبرتو (۲۰۰۰-۲۰۱۳)، چزاره پروکاچینی (۲۰۱۳-۲۰۱۴)
  - هماهنگ‌کننده: مارکو ریتسو (۱۹۹۸–۲۰۰۹)، اوراتسیو لیکاندرو (۲۰۰۹–۲۰۱۳)، الساندرو پینیاتیِلو (۲۰۱۳–۲۰۱۴)
- رئیس: آرماندو کوسوتا (۲۰۰۰–۲۰۰۶)، آنتونینو کوفارو (۲۰۰۷–۲۰۱۳)، مانوئلا پالرمی (۲۰۱۳–۲۰۱۴)
- رئیس افتخاری: آنتونینو کوفارو (۲۰۱۳–۲۰۱۴)
- رهبر حزب در مجلس نمایندگان: اولیورو دیلیبرتو (۱۹۹۸)، تولیو گریمالدی (۱۹۹۸–۲۰۰۱)، مارکو ریتسو (۲۰۰۱–۲۰۰۴)، پینو ازگوبیو (۲۰۰۴–۲۰۰۸)
- رهبر حزب در سنا: لوئیجی مارینو (۱۹۹۸-۲۰۰۶)، مانوئلا پالرمی (رهبر گروه حزب کمونیست‌های ایتالیا-سبزها، ۲۰۰۶-۲۰۰۸)
- رهبر حزب در پارلمان اروپا: لوچو مانیسکو (۱۹۹۸-۲۰۰۴)، مارکو ریتسو (۲۰۰۴-۲۰۰۹)